# CD Baskonia
CD Baskonia is een Spaanse voetbalclub uit Basauri in de regio Baskenland. De club werkt nauw samen met Athletic Bilbao en wordt beschouwd als het tweede reserveteam van Athletic de Bilbao (het eerste reserveteam is Bilbao Athletic).

## Geschiedenis
De club werd in 1913 opgericht als Club Deportivo Basconia. In de periode van dictator Francisco Franco stond de club bekend onder de verspaanste naam CD Vasconia. In de loop der jaren speelde CD Baskonia zes seizoenen in de Segunda División A, acht seizoenen in de Segunda División B en 42 seizoenen in de Tercera División. In 1959 werd een basketbalafdeling opgericht, die later zelfstandig werd onder de naam Saski Baskonia. Tot 1997 was CD Baskonia een zelfstandige club, maar sindsdien wordt de club beschouwd als een reserveteam van Athletic de Bilbao. CD Baskonia kan hierdoor ook niet promoveren naar de Segunda B, waarin Bilbao Athletic speelt.

## Gewonnen prijzen
- Winnaar Tercera División: 1957, 1985, 1998, 2003

## Bekende (oud-)spelers
- Daniel Aranzubía
- Kepa Arrizabalaga
- José Ángel Iribar 'El Txopo'
- Aymeric Laporte
- Fernando Llorente
- Francisco Yeste

## Bekende trainers
- Javier Clemente